# Vlahovo, Smolean
Vlahovo (în bulgară Влахово) este un sat în comuna Smolean, regiunea Smolean, Bulgaria. 

## Demografie
Componența etnică a satului Vlahovo
     Bulgari (26,83%)
     Nicio identificare (73,16%)
     Altele (0%)
La recensământul din 2011, populația satului Vlahovo era de 354 locuitori. Nu există o etnie majoritară, locuitorii fiind  și bulgari (26,83%). Pentru 73,16% din locuitori nu este cunoscută apartenența etnică.